# Яніково (гміна)
Гміна Яніково (пол. Gmina Janikowo) — місько-сільська гміна у північній Польщі. Належить до Іновроцлавського повіту Куявсько-Поморського воєводства.
Станом на 31 грудня 2011 у гміні проживало 13653 особи.

## Площа
Згідно з даними за 2007 рік площа гміни становила 92.30 км², у тому числі:
- орні землі: 79.00%
- ліси: 2.00%

Таким чином, площа гміни становить 7.54% площі повіту.

## Населення
Станом на 31 грудня 2011:
| Опис     | Загалом | Загалом | Чоловіки | Чоловіки | Жінки | Жінки |
| -------- | ------- | ------- | -------- | -------- | ----- | ----- |
| одиниця  | осіб    | %       | осіб     | %        | осіб  | %     |
| все      | 13653   | 100     | 6705     | 49.11    | 6948  | 50.89 |
| міське   | 9184    | 100     | 4447     | 48.42    | 4737  | 51.58 |
| сільське | 4469    | 100     | 2258     | 50.53    | 2211  | 49.47 |

## Сусідні гміни
Гміна Яніково межує з такими гмінами: Домброва, Іновроцлав, Моґільно, Пакошць, Стшельно.